# Aleh Tamashevich
Aleh Tamashevich (31 de mayo de 2000) es un deportista de Bielorrusia que compite en atletismo. Ganó una medalla de oro en el Campeonato Europeo de Atletismo Sub-20 de 2019, en la prueba de lanzamiento de peso.